# Арборе, Екатерина
Екатерина Арборе-Ралли (рум. Ecaterina Arbore-Ralli, 16 октября 1875 — 2 декабря 1937) — румынская (молдавская) революционерка, уроженка Швейцарии. Активный деятель Коммунистической партии Румынии, Коминтерна и Крестинтерна. Дочь Земфирия Арборе-Ралли, а её прадед принимал у себя опального А. С. Пушкина. Расстреляна в 1937 году, реабилитирована посмертно.

## Биография
По национальности молдаванка. Поступила в университет на медика и присоединилась к СДПР во время обучения. В 1903 году участвовала в подготовке конгресса II Интернационала, избрана в исполнительный комитет Социалистической партии Румынии. Вела кампанию за организацию социальной защиты для индустриальных рабочих, среди которых в то время был распространен туберкулёз.
После Октябрьской революции была отправлена в Советскую Россию и вступила в РКП(б) в 1919 году. Возвратилась в Румынию, где её арестовали и выслали из страны в 1924 году. Участвовала в V конгрессе Коминтерна как делегат от КПР. Избрана членом Революционного комитета Молдавской АССР, заместителем наркома здравоохранения и наркомом Рабкрина. Впоследствии смещена с занимаемых постов как сторонница троцкизма.
Арестована органами НКВД 20 сентября 1937 года. Внесена в Сталинский расстрельный список от 22 11.1937 года («Москва-центр») по 1-й категории («за» Сталин, Молотов, Жданов). Приговорена к расстрелу ВКВС СССР 2 декабря 1937 года и расстреляна в тот же день вместе с группой осужденных ВКВС СССР. Место захоронения—спецобъект НКВД  «Коммунарка».
Реабилитирована посмертно как в Румынии, так и в СССР.

## Сочинения
- Мать и дитя в Советской России. М., 1920
- Женский труд на Востоке. М., 1926
- Лиу-Ганг-Янг. Как борется китайская работница за свою свободу. М.-Л., 1926